# Eiche Klostersee

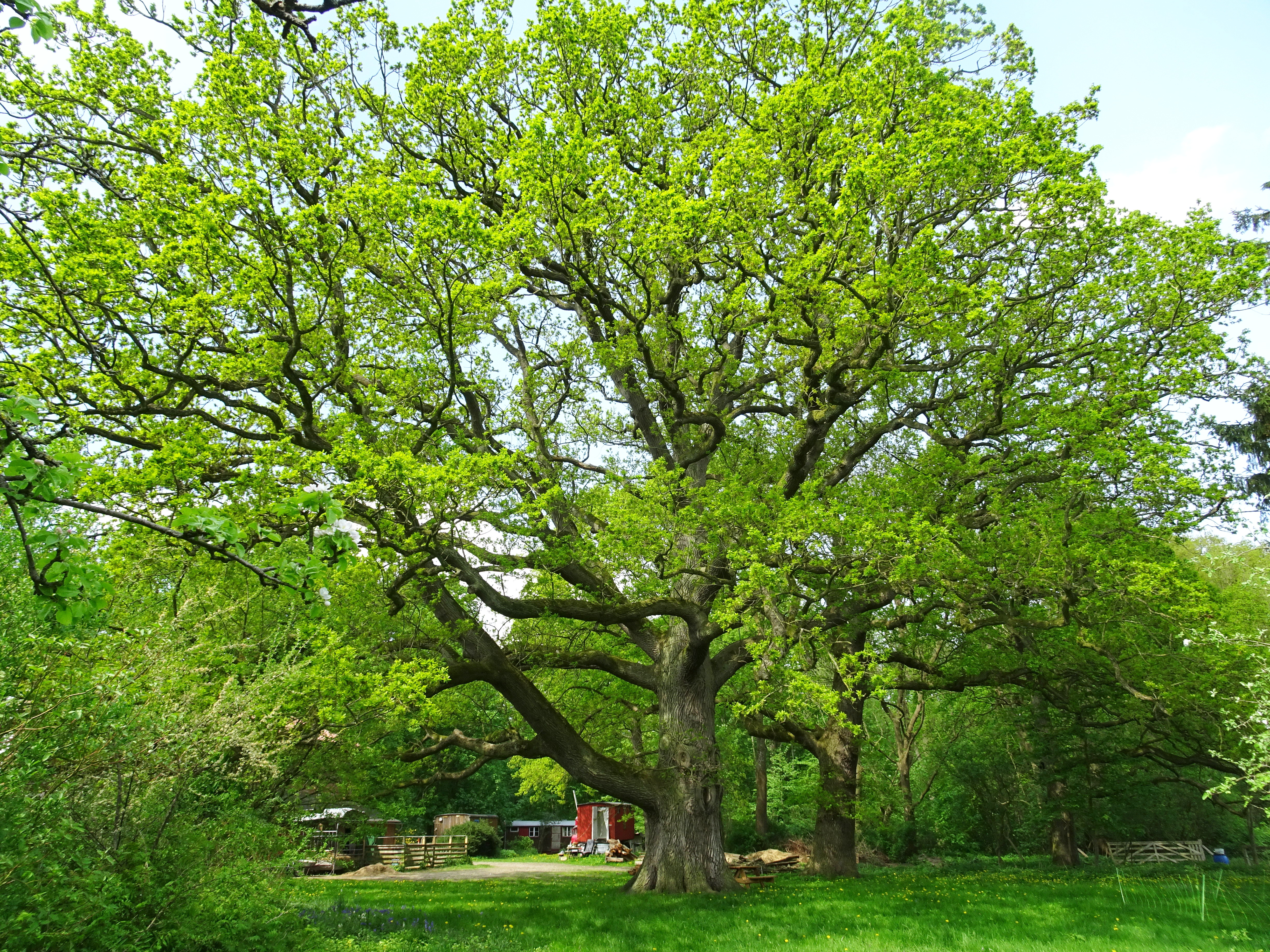
Eiche Klostersee, Mai 2018

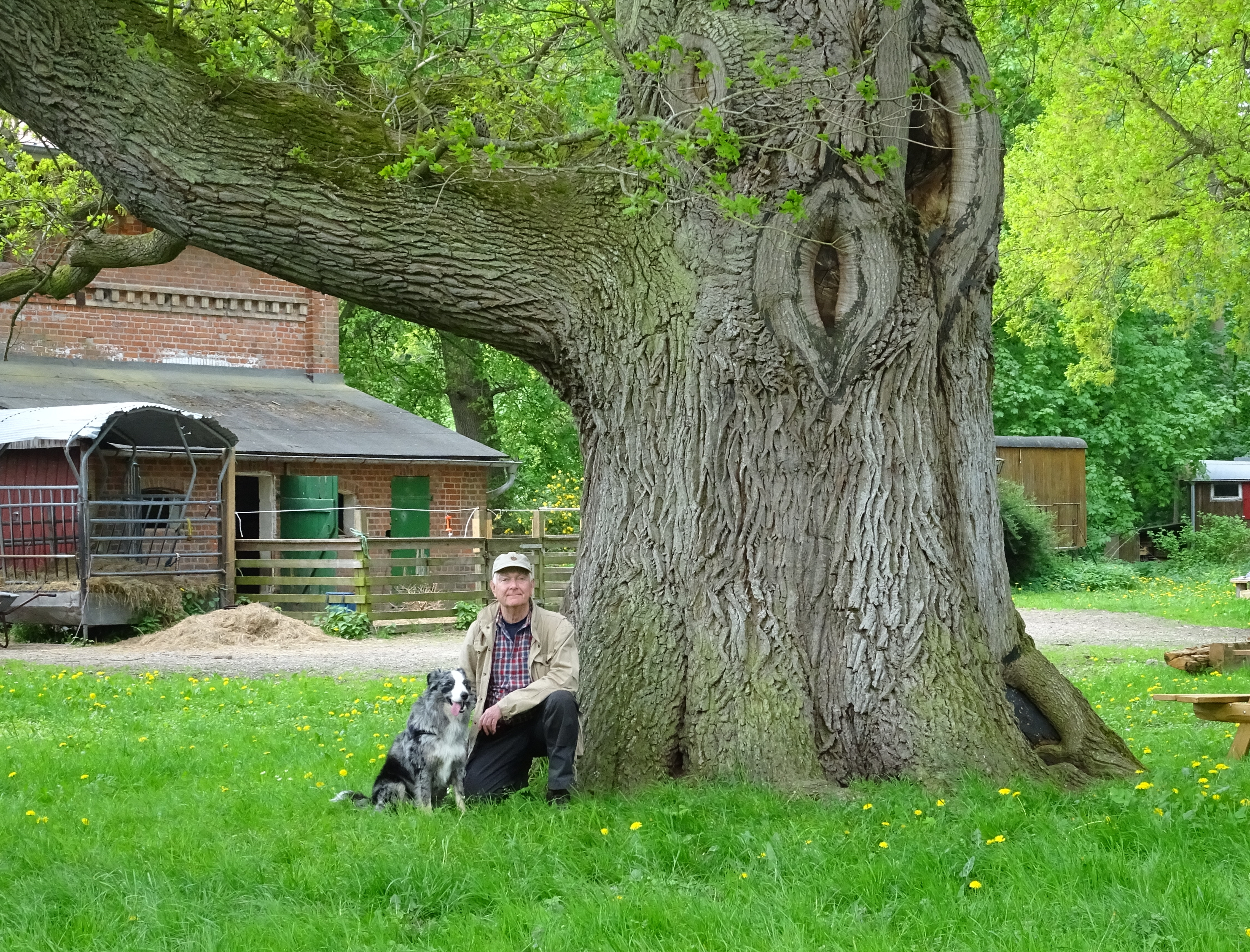
Eiche Klostersee, Mai 2018

Die Eiche Klostersee ist eine etwa 300 Jahre alte Stieleiche. Sie ist in der Liste der Naturdenkmale des Kreises Ostholstein verzeichnet.
Der 25 Meter hohe Baum mit einem Stammumfang von 7,80 Metern und einem Kronendurchmesser von 25 Metern befindet sich im Park hinter dem Hof Klostersee in Grömitz-Grönwohldshorst zwischen Cismar und Kellenhusen. Die Eiche gehört mit zwei anderen (bei Güldenstein und Neukirchen) zu den dicksten Eichen in Ostholstein.
Der Baum kann im Rahmen der öffentlichen Hofführungen des Hof Klostersee e.V. besichtigt werden.
In der Nähe des Hofes gab es auch die Königseiche (bis zu 1000 Jahre alt), sie existiert allerdings nicht mehr. Ihr mächtiger Stamm liegt am Boden, ihr wurde ein Sturm zum Verhängnis. Unter ihr soll sich einst ein dänischer König auf der Durchreise ausgeruht haben, daher der Name.